# Lok 2000
Lok 2000 är en familj av ellok utvecklade i Schweiz, primärt för den nationella järnvägsförvaltningen SBB-CFF-FFS. SBB har benämnt lokomotivet med littera Re 460. Dessutom har schweiziska privatbanan BLS en variant med littera Re 465. 2000- loket har även exporterats till Norge, Finland och Hongkong. Lokets korg är designad av Pininfarina och tillverkat av ABB och SLM, sedermera Bombardier Transportation.

## Re 460
Den ursprungliga varianten byggd i 119 exemplar för SBB. Införandet av Re 460 gjorde det möjligt för SBB att slopa ett flertal äldre lok från 20- och 40-talet. Ursprungligen användes de i såväl gods- som persontåg. Både ensamma och i multipel. Numera har dock de Re 460 som hört till godstrafikdivisionen förts över till passagerartrafikdivisionen och loken drar persontåg, främst tvåvåningståg, så kallade IC 2000 (se bild överst på sidan).
De 12 första 460-lokomotiven fick SBB betala 57 mkr per styck (prisnivå 2006) för.

## Re 465
Re 465 är en vidareutveckling av Re 460 byggd i 18 exemplar för BLS Lötschbergbahn AG. Skillnaden mot Re 460 ligger främst i omriktarna. Re 465 har fyra omriktare mot Re 460s två. Dessutom har Re 465 kraftigare, sexpoliga asynkronmotorer till skillnad från de fyrpoliga motorer som sitter i Re 460. Medan SBB har koncentrerat användningen av Lok 2000 till persontåg, används de på BLS fortfarande till både person- och godståg.
De första 8 stycken 465- lokomotiven fick BLS betala 56 mkr per styck för (prisnivå 2006).

## El 18
Under 90-talet var den norska operatören NSB i behov av nya ellok och efter att ett schweiziskt Re 460-lok provkörts under ett halvår i Norge så beställde NSB 22 stycken lok, benämnt El 18. El 18- loken har något lägre toppeffekt än de schweiziska syskonen och har en del extrautrustning för att klara av det norska klimatet. Den största yttre skillnaden är att de norska loken är utrustade med snöplogar. Inre skillnader är bland annat att de schweiziska loken är utrustade med kylskåp och kokplatta. Dessutom har de (som alla norska lok), även ett gevär ombord. Elektriskt sett är de i princip identiska med Re 465. Numera tillhör loken Norske tog som hyr ut fordonen till operatörerna Vy, Go-Ahead Norge och SJ Norge.

## Sr2
VR-koncernen köpte under nittiotalet 20 stycken lokomotiv ur Lok 2000-familjen, som i Finland har littera Sr2. 1999 beställde VR ytterligare 20 lok till och 2000 ytterligare 6 stycken lok. Dessa lok skiljer sig en del från de schweiziska, främst då Finland, precis som f.d. Sovjetunionen har bredspåriga järnvägar. Loken är även utrustade med koppel som klarar av både vanligt skruvkoppel och ryskt centralkoppel. I Finland används loken i både person- och godståg.
Jämfört med de schweiziska lokomotiven var de finska betydligt billigare; 49 Mkr per styck (prisnivå 2006) för de 20 första. Sr2:ornas korgar byggdes av sysselsättningspolitiska skäl av Transtech i Taivalkoski i Finland.

### Smeknamn
Marsu (Marsvin) Alppiruusu (Rhododendron) och Käkikello (Gökur).

## KCR
Kowloon-Canton Railway i Hongkong har även beställt två exemplar av Lok 2000. De skiljer sig från de norska, finska och schweiziska genom att ha lägre utväxling.

## WAP5
Under 1995 levererades 11 stycken fyraxliga ellokomotiv av typen WAP 5. De skiljer sig en hel del från 2000- familjen, men uppges ändå ha många delar gemensamt. Till skillnad mot de övriga 2000-loken har WAP 5-loken Flexifloat- boggier.
WAP 5 är den första loktypen i Indien som har asynkronmotorer (styrs av GTO-tyristorer).

## Översikt 2000-familjen
| Beteckning    | Operatörsland | Operatör   | Antal beställda | Trafikstart | Max dragkraft [kN] | Sth [km/h] | Lös [mm] | Korgbredd [mm] | Vikt [t] | Max kont eff [MW] | Spec effekt [kW/t] | Kontaktledn sp [kV] |
| ------------- | ------------- | ---------- | --------------- | ----------- | ------------------ | ---------- | -------- | -------------- | -------- | ----------------- | ------------------ | ------------------- |
| 460           | Schweiz       | SBB        | 119             | (1991)      | 300                | 230        | xxxx     | xxx            | 84       | xx                | xx                 | 15                  |
| 465           | Schweiz       | BLS        | 18              | (1994)      | 300                | 230        | 18 500   | xxx            | 84,0     | 6,27              | 74,6               | 15                  |
| El-18         | Norge         | Norske tog | 22              | xxx         | 275                | 200        | 18 500   | xx             | 85,0     | 5,4               | 63,5               | 15                  |
| Sr 2          | Finland       | VR         | 46              | (1996)      | 300                | 210        | 18 690   | xx             | 82,0     | 5,0               | 58,8               | 25                  |
| TLN001/TLS002 | Hongkong      | KCR        | 2               | (1998)      | xxxx               | xxx        | xxx      | xx             | xx       | xx                | xx                 | 25                  |
| WAP 5         | Indien        | IR         | x               | (1995)      | 258                | 160        | 18 162   | 3 142          | 78,0     | 4,0               | 51,3               | 25                  |